# Dương Quỳnh Hoa
Dans ce nom, le nom de famille, Duong, précède le nom personnel.
Dương Quỳnh Hoa, née en 1930 à Saïgon et morte en 2006, est une médecin et une femme politique vietnamienne. Elle est une  membre notable du Front national de libération du Sud Viêt Nam et du gouvernement provisoire Việt Cộng durant la guerre du Viêt Nam. Revenue à la vie civile ensuite, elle crée un centre de pédiatrie à Hô-Chi-Minh-Ville puis s'affirme comme une voix indépendante, critique du nouveau pouvoir sur certains volets.

## Biographie
Née en 1930, Hoa est issu d'une famille de la classe supérieure du sud, francophone. Après avoir terminé ses études secondaires au Vietnam, notamment au lycée français de Saïgon, elle se rend à Paris dans les années 1950, où elle devient  membre du parti communiste français. Elle retourne en 1957 au Vietnam. Après la bataille de Dien Bien Phu, la Conférence de Genève et la partition du Vietnam entre Nord et Sud en 1954, Saïgon, où elle se réinstalle, fait partie de la République anti-communiste du Vietnam (Viêt Nam du Sud). Elle adhère au parti communiste local, encore appelé Parti des Travailleurs. En 1960, elle est un des  membres fondateurs, sous le pseudonyme de Thuy Duong, du Front national de libération du Sud-Vietnam, organisation clandestine populairement appelée le « Viet Cong ».
Elle est un moment emprisonnée en cette même année 1960. Au début de 1968, lorsque l'offensive du Têt éclate, elle fuit Saïgon, avec son mari (un mathématicien), pour rejoindre une base Vietcong dans la jungle. Là, le fils du couple meurt d'encéphalite,. Lorsqu’elle participe à la création de l’Alliance des forces nationalistes, démocratiques et pacifiques du Vietnam, elle est condamnée par le régime sud-vietnamien à la peine capitale. Elle devient  vice-ministre de la santé du Vietcong dans son gouvernement révolutionnaire provisoire (première femme à accéder à un poste ministériel au Vietnam), un gouvernement provisoire mis en place sous l’impulsion du Vietnam du Nord pour renforcer la légitimité politique Vietcong. De son implication avec le Vietcong, elle a dit en 1981 : « Nous n'avions pas le choix. Nous avons eu à nous débarrasser des étrangers ».
Elle quitte le parti communiste en 1979, et démissionne de son poste de vice-ministre de la Santé. Cette démission est acceptée par le premier ministre Pham Van Dông, sous réserve de ne pas la rendre publique avant dix ans.
Elle administre un hôpital pédiatrique, qu'elle crée dans la cité de Hô Chi Minh Ville (nouvellement renommé). Elle devient assez vite critique vis-à-vis du régime communiste désormais au pouvoir, dénonçant la mauvaise gestion, la corruption, le privilège, la répression « Mes idéaux sont partis » déclare-t-elle. Elle critique également les cadres communistes qui déménagent dans le sud après la réunification pour s’emparer des leviers du pouvoir, les sentant  insensibles aux caractéristiques et sensibilités régionales du sud. Elle manifeste aussi son désaccord à l’égard des programmes de collectivisation des terres agricoles, notant que certains paysans du Sud se sont ralliés au Vietcong pour son projet de réforme agraire et non pour une collectivisation des terres. Aux habitants du Nord qui se montrent dominants sur le sud, elle leur exprime son mépris, en disant que : « Ils se comportent comme s'ils nous avaient conquis. »,. Elle continue à s’exprimer au fil des ans, avec un franc-parler qui agace les autorités, réclamant « la liberté d'expression, la justice sociale, la tolérance et le respect des droits de l'homme » . La réalisatrice Jocelyne Saab lui consacre un documentaire, La Dame de Saïgon, sorti en 1997. Elle meurt en 2006 à Hô-Chi-Minh-Ville.